# Brainwash
Brainwash ist eine deutsche, rechtsextreme Hatecore-Band aus Altenburg und Dresden.

## Bandgeschichte
Brainwash entstand 2001 aus den Bands Kreuzfeuer und Might of Rage. 2002 erschien eine Split-EP mit der ungarischen Band Vérszerzödés und eine Split-CD mit der US-amerikanischen Rechtsrock-Band No Alibi. Das Debütalbum Moments of Truth folgte 2005 auf dem Ludwigshafener Label Gjallhorn Klangschmiede. 2007 erschien das Zweitwerk Hate Is Our Justice, das die Tracks der ersten beiden Split-Veröffentlichungen umfasst.

## Musikstil und Ideologie
Nachdem sich die Band jahrelang gegen jedwede Kategorisierung gesträubt hatte, gilt sie heute dennoch als eine der wichtigsten deutschsprachigen Hatecore- bzw. NS-Hardcore-Bands. Liveauftritte fanden sowohl in Deutschland, als auch im Ausland statt, unter anderem auf dem Fest der Völker 2008 und bei Rock für Deutschland 2009 für die NPD. Die Band war zudem auf der ersten Projekt-Schulhof-CD vertreten. Das und Auftritte auf dem European Hammerfest in Ungarn für die in Deutschland ansässige Hammerskins-Bewegung oder dem VFS & USGI Fest in Italien, das von zwei italienischen Skinhead-Gruppierungen ausgerichtet wurde, zeigen jedoch, dass die Band auch keine Berührungsängste zum härteren rechtsextremen Spektrum hat. Die Texte sind auf Englisch verfasst und verzichten auf neonazistische Äußerungen, antisemitische Äußerungen werden „in Synonyme verpackt“. Während sich die Band in ihren Texten eher gemäßigt äußert, sind die Aussagen in Interviews weitaus rechtsradikaler.
Die Mitglieder der Band sind auch in weiteren Gruppen des rechtsextremen Spektrums aktiv, unter anderem in den Hatecore-Bands Moshpit, Forbidden und Sharon Tate. Insbesondere der unter dem Pseudonym „Major Williams“ aktive Sänger Rene Weiße ist in der Szene sehr aktiv. So gibt er eine eigene Modelinie namens Drive by Suizhyde Clothing heraus, die eigene Shirts, aber auch Merchandising-Produkte anderer Hatecore-Bands herausgibt.

## Diskografie
- 2002: Support the P.O.W.s (Split-Single mit Vérszerzödés, Backstreetnoise Music)
- 2002: In Defence (Split-CD mit No Alibi, STFU Records, indiziert[5])
- 2005: Moments of Truth (CD/LP, Gjallarhorn Klangschmiede)
- 2007: Hate Is Our Justice (CD, Levensboom)
- 2013: Time to Act (CD/LP, One People One Struggle Records)
- 2015: Hate Is Our Justice II (CD, One People One Struggle Records indiziert[6])
- 2015: Save Our Kind, Defend Europe (7’’ + MCD,  One People One Struggle Records, indiziert[7])
- 2016: Day of Victory (Split-CD mit Bound for Glory, PC-Records)